# Linnehultagölen
Linnehultagölen är en sjö i Lessebo kommun i Småland och ingår i Ronnebyåns huvudavrinningsområde.